# Distretto di Moyle
Il distretto di Moyle era una delle suddivisioni amministrative dell'Irlanda del Nord, nel Regno Unito. Fu creato nel 1973. Apparteneva alla contea storica di Antrim.
A partire dal 1º aprile 2015 il distretto di Moyle è stato unito a quelli di Coleraine, Limavady e Ballymoney per costituire il distretto di Causeway Coast e Glens.